# Фондов пазар
Фондов пазар (на английски: stock market) или капиталов пазар (на английски: equity market) е публичен пазар (свободна мрежа от икономически трансакции, не физическо съоръжение или обособена единица) за търгуване на ценни книги или деривати на споразумяна цена, това са финансови инструменти на списък на фондовата борса, както и онези, които са търгувани само частно.  В България фондовия пазар не е достатъчно ликвиден , а регулатора прилага двойни стандартни по отношение на компаниите.